# Dangereuse de L'Isle Bouchard
Dangereuse ou Amauberge ou Amalberge de l'Isle Bouchard ou Dangerosa en occitan, dite la Maubergeonne (1079-1151), est la fille de Barthélémy de l'Isle Bouchard et de Gerberge de Blaison.
Épouse d'Aimery Ier, vicomte de Châtellerault, elle est la grand-mère maternelle d'Aliénor d'Aquitaine. Elle devient la maîtresse de Guillaume IX d'Aquitaine, dit le Troubadour, grand-père paternel d’Aliénor.
Dangereuse était un surnom faisant allusion à un caractère difficile. Si elle fut connue sous ce surnom tout au long de sa vie, y compris dans les chartes, son nom de baptême semble avoir été Amauberge ou Amalberge,. L'historienne Régine Pernoud mentionne qu'Amauberge ou Dangerosa avait été surnommée la Maubergeonne, car Guillaume IX l'avait installée dans la tour Maubergeon de son palais ducal, à Poitiers. Mais on retiendra que le prénom Amalberge ou Amauberge était un prénom attesté au XIe siècle, contrairement à Dangereuse.

## Mariage et descendance
Dangereuse épouse le vicomte de Châtellerault, Aimery Ier, à une date restée inconnue. De leur mariage naissent quatre ou cinq enfants,.
- Aénor de Châtellerault (v. 1100/1103-mars 1130), qui épouse Guillaume X d'Aquitaine ;

- Amable de Châtellerault (v. 1105-v. 1140), qui épouse Wulgrin II, comte d'Angoulême ;

- Hugues II de Châtellerault (v. 1110-1172), qui succède à son père en tant que vicomte de Châtellerault (1151-1172). Il épouse en premières noces Aénor, puis en secondes noces Hèle d'Alençon ;

- Raoul de Châtellerault puis Raoul de Faye (1112-1184/1185), qui épouse en premières noces Élisabeth (1125-ap. 1150), dame de Faye-la-Vineuse puis en secondes noces Philippa (av. 1160-ap. 1194). Il devient grand sénéchal d'Aquitaine.
- Haois (Aois, Aavis)[9] de Châtellerault, qui épouse peut-être[10] Pierre-Hélie de Chauvigny[11].

Dangereuse et Aimery sont mariés depuis sept ans lorsqu'elle décide de quitter son époux pour devenir la maîtresse du duc Guillaume IX d'Aquitaine, en 1114. Cette relation, considérée comme scandaleuse pour l'époque, vaut au duc Guillaume d'être excommunié par l'Église pour son « enlèvement », bien que Dangereuse ait été consentante en la matière.
La descendance illégitime de Dangereuse et Guillaume, s'il y en eut, n'est pas connue.